# Pietro Mitolo

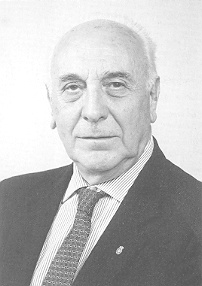
Pietro Mitolo

Pietro Mitolo (* 27. April 1921 in Bozen; † 24. Februar 2010 in Brescia) war ein italienischer Regionalpolitiker in Südtirol. Gemeinsam mit seinem älteren Bruder Andrea Mitolo war er in Bozen ab 1946 die zentrale Integrationsfigur der neofaschistischen Partei Movimento Sociale Italiano (MSI), ab 1995 regionaler Spitzenvertreter der Nachfolgepartei Alleanza Nazionale sowie ab 2008 Exponent der Mitte-rechts-Partei Popolo della Libertà (PDL).

## Beruflicher und politischer Werdegang

### Politische Sozialisation im faschistischen Italien (1922–1945)
Mitolo absolvierte seine Schulausbildung in den 1930er-Jahren am Gymnasium in Bozen, gemeinsam mit dem späteren Landeshauptmann Südtirols und langjährigem Parteiobmann der Südtiroler Volkspartei, Silvius Magnago. Im Anschluss daran begann Mitolo ein Ingenieursstudium an der Universität Padua, welches er 1947 abschloss.
Im Zweiten Weltkrieg war Mitolo als Pilot des italienischen Heeres in Perugia stationiert und absolvierte zeitweise eine Ausbildung bei der deutschen Luftwaffe in Bayern, wo er sich umfassende Deutschkenntnisse aneignete. Nach dem Sturz des Faschismus und der Besetzung Norditaliens durch das Deutsche Reich im Jahr 1943 kämpfte Mitolo bis Kriegsende als Freiwilliger in Mussolinis Repubblica Sociale.

### Führungspersönlichkeit des Neo- und Postfaschismus in Südtirol (1945–2010)
Nach Kriegsende war Mitolo seit den ersten Gemeinderatswahlen im Jahr 1948 mehrmals für den neofaschistischen Movimento Sociale Italiano (MSI) und dessen Nachfolgeparteien in diversen öffentlichen Gremien vertreten. Mitolos Karriere begann im Gemeinderat von Bozen, dem er über viele Jahre angehörte, später wurde Mitolo Abgeordneter zum Südtiroler Landtag und damit gleichzeitig zum Regionalrat Trentino-Südtirol (1973–1989; 1993–1994). Von 1992 bis 1994 war Mitolo kurzzeitig Abgeordneter zum Europäischen Parlament, von 1994 bis 2001 schließlich Mitglied der italienischen Abgeordnetenkammer (1994 gewählt im Wahlkreis Bozen, 1996 im Wahlbezirk Trentino-Südtirol).
Als Spitzenvertreter des MSI verteidigte Mitolo die Italianisierungspolitik, welche das faschistische Regime in den 1920er-Jahren in Südtirol praktiziert hatte, und er stand der Autonomielösung für Südtirol in Form des Gruber-De-Gasperi-Abkommen ausdrücklich ablehnend gegenüber. Mitolos unkonziliante Haltung den politischen Vertretern der deutsch- und ladinischsprachigen Südtiroler gegenüber trug über die gesamte zweite Hälfte des 20. Jahrhunderts nicht unwesentlich zur Radikalisierung des politischen Klimas in Südtirol bei.
Als Co-Koordinator des PDL in Trentino-Südtirol war Mitolo in seinen letzten Lebensjahren in Ansätzen darum bemüht, nach Jahren der politischen Ausgrenzung gewachsene Vorbehalte in den Reihen der Südtiroler Volkspartei gegenüber dem italienischen Mitte-rechts-Lager abzubauen. Die angestrebte Einbindung seines politischen Ziehsohns Giorgio Holzmann in die regionalen Regierungsgeschäfte realisierten sich zu Lebzeiten Mitolos nicht.